# Astrosfera
Astrosfera, aster, gwiazda podziałowa – gwiaździsty układ mikrotubul mających swój początek w centrosomie. Pojawiaj się we wczesnej profazie mitozy i mejozy. Wyznacza bieguny wrzeciona podziałowego.